# Google Meet
Google Meet是一個由Google开发的视频通信服务。它是其中一個用於取代Google Hangouts的服務，另一个是Google Chat。

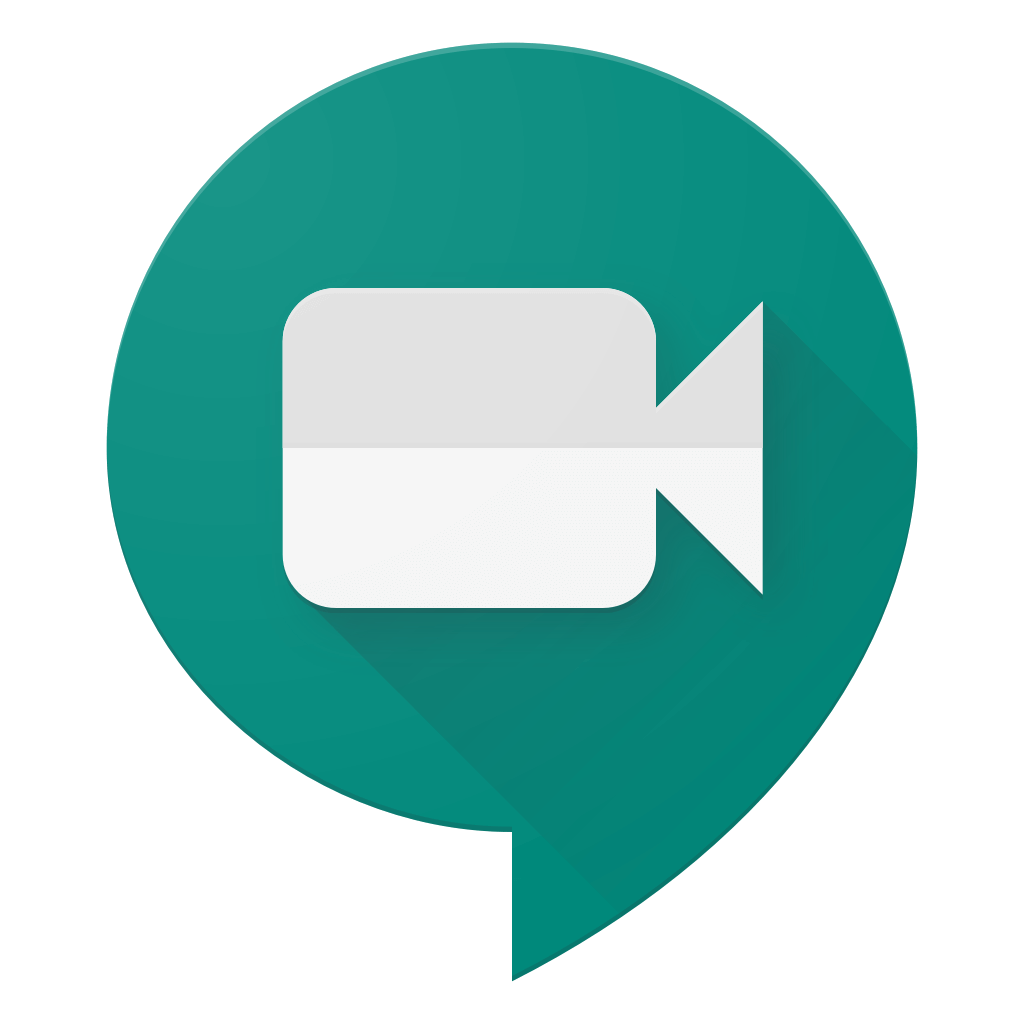
2017年3月至2020年10月使用的Google Meet標誌

Google Meet最初是一项商业服务，2019冠狀病毒病疫情時期，遠端會議漸漸地受到重視，Google Meet也在此時開始為人所知。2020年4月，Google將Google Meet轉為免費服务。这引起人们猜测，Google Meet改為免費使用這舉動會否使Google更快弃用Google Hangouts。但近年來，更多人喜好Discord更勝於耗電的Google Meet，原因是其串流畫質更高，可以使用更高品質的音訊，免费用户没有时间限制等。
2020年6月10日，Google Meet更新使用者介面。
2022年6月，Google改弦易轍，宣布Google Duo將於8月開始併入Google Meet。Duo移動版更名為Meet，而原來的Meet將被淘汰。 Google Duo網頁版也將被重新導向Google Meet網頁版。

## 參閲
- Google环聊
  - Google Chat
- Google Duo
- Google Allo
- Google Talk

## 外部連結
- Official website （页面存档备份，存于）